# Lymantria narindra
Lymantria narindra este o specie de molii din genul Lymantria, familia Lymantriidae, descrisă de Moore 1859 Conform Catalogue of Life specia Lymantria narindra nu are subspecii cunoscute.